# Skoll (měsíc)
Skoll (vyslovováno /ˈskɒl/ nebo norsky /skœlː]/) je malý měsíc planety Saturn. Jeho objev byl oznámen 26. června 2006 vědeckým týmem, jehož členy jsou Scott S. Sheppard, David C. Jewitt, Jan Kleyna a Brian G. Marsden. Nalezen byl během pozorování provedených mezi 5. lednem a 30. dubnem 2006. Po svém objevu dostal dočasné označení S/2006 S 8. V dubnu 2007 byl nazván Skoll, po obru jménem Sköll, patřícího do norské mytologie. Dalším jeho názvem je Saturn XLVII.
Skoll patří do skupiny Saturnových měsíců nazvaných Norové.

## Vzhled měsíce
Předpokládá se, že průměr měsíce Skoll je přibližně 6 kilometrů (odvozeno z jeho albeda).

## Oběžná dráha
Skoll obíhá Saturn po retrográdní dráze v průměrné vzdálenosti 17,6 milionů kilometrů. Oběžná doba je 869 dní.